# Храм Троицы Живоначальной (Весьегонск)
Церковь Троицы Живоначальной — православный храм в Весьегонске (Тверская область, Россия). Находится на ул. Софьи Перовской, 1а.

## История
Каменный Троицкий храм был построен в 1868 году рядом с Казанским. Рядом в конце XIX века была построена деревянная церковноприходская школа (здание разобрано в 1988 году).
В 1930-е годы советские власти закрыли храм, купол был сломан. В 1990-е годы над зданием была установлена небольшая главка. В 2000-х годах храм был снова возвращён верующим.

## Архитектура
Памятник архитектуры регионального значения.
Храм построен в стиле эклектики, и образовывает единый архитектурный комплекс с классицистской Казанской церковью, которая сильнее пострадала в годы советской власти.

Представляет собой прямоугольное здание с выступом притвора на западном фасаде. Изначально храм имел высокий одноглавый восьмерик, который был уничтожен в советское время. В 1990-е годы над храмом установили небольшую главу.

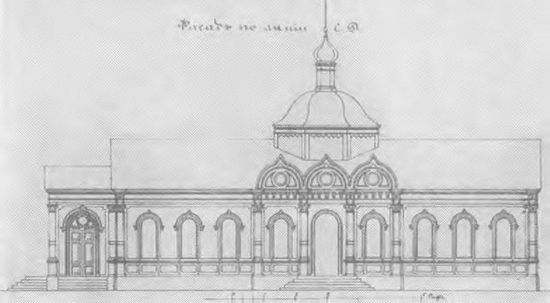
Проект 1865 года, по которому был построен храм.
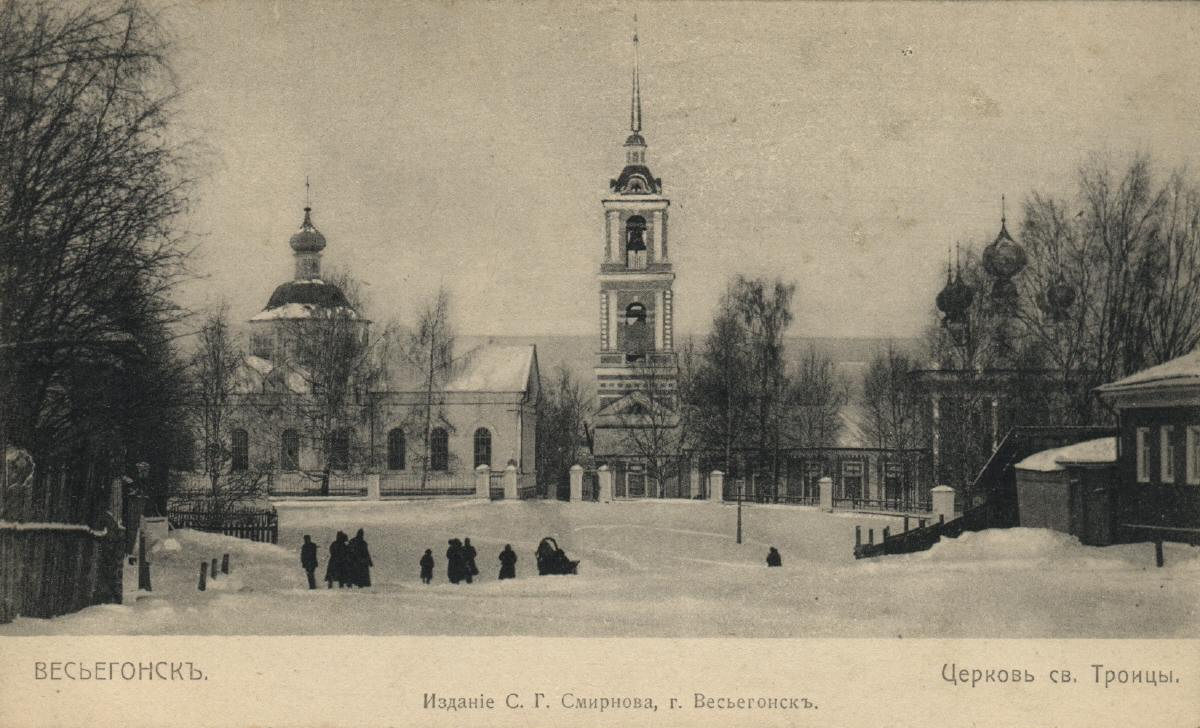
Троицкий храм (слева) до революции. Виден купол на восьмерике, уничтоженный советскими властями.